# Auf dem Polle
Auf dem Polle ist der Name eines 320 m ü. NHN hohen Berges Südosten von Bielefeld. Er gehört zum Hauptkamm des Teutoburger Waldes und liegt südlich von Bielefeld-Lämershagen. Außerdem bildet er die höchste Erhebung in Bielefeld und in der Kulturlandschaft Ravensberger Land. Etwa 600 Meter westlich des Berges überquert die Bundesautobahn 2 den Teutoburger Wald.
Östlich unterhalb der höchsten Erhebung sind ehemalige Gräben einer aufgegebenen Burganlage, der Hünensaut, zu erkennen. Hier wurden auch Speerspitzen und Armbrustbolzen gefunden.